# Velká Británie na Letních olympijských hrách 1968
Velkou Británii na Letních olympijských hrách v roce 1968 v Mexiku reprezentovalo 225 sportovců (175 mužů a 50 žen) v 16 sportovních odvětvích.

## Medailová umístění
| Medaile | Jméno                                              | Sport             | Disciplína                          |
| ------- | -------------------------------------------------- | ----------------- | ----------------------------------- |
| Zlato   | David Hemery                                       | Atletika          | Muži 400 metrů překážek             |
| Zlato   | Chris Finnegan                                     | Box               | Muži váha střední do 75 kg          |
| Zlato   | Derek Allhusen Jane Bullen Ben Jones Richard Meade | Jezdectví         | Jezdecká všestrannost - družstvo    |
| Zlato   | Bob Braithwaite                                    | Sportovní střelba | Muži trap                           |
| Zlato   | Rodney Pattisson Iain MacDonald-Smith              | Jachting          | Muži třída Flying Dutchman          |
| Stříbro | Lilian Boardová                                    | Atletika          | Ženy běh na 400 m                   |
| Stříbro | Sheila Sherwoodová                                 | Atletika          | Ženy skok do dálky                  |
| Stříbro | Derek Allhusen                                     | Jezdectví         | Jezdecká všestrannost - jednotlivci |
| Stříbro | Marion Coakesová                                   | Jezdectví         | Parkurové skákání - jednotlivci     |
| Stříbro | Martyn Woodroffe                                   | Plavání           | Muži 200 m motýlek                  |
| Bronz   | John Sherwood                                      | Atletika          | Muži 400 m překážek                 |
| Bronz   | David Broome                                       | Jezdectví         | Parkurové skákání - jednotlivci     |
| Bronz   | Robin Aisher Paul Anderson Adrian Jardine          | Jachting          | Muži třída 5½ m                     |